# Constantin N. Vasiliu Bolnavu
Constantin N. Vasiliu Bolnavu (n. 1867, Ploiești, România – d. 6 ianuarie 1944) a fost un filantrop român, deputat liberal. Opera sa principală de binefacere este Fundația Universitară Constantin N. Vasiliu Bolnavu, cu sediul în Piața Amzei din București, o instituție culturală de referință în România interbelică. Misiunea Fundației a fost ajutorarea studenților din provincie veniți pentru studiu în București după reîntregire. Pentru îndeplinirea acestui scop, Constantin N. Vasiliu Bolnavu înzestrează Fundația la înființare, în anul 1923, cu suma de douăsprezece milioane lei, apoi cu o mare proprietate la marginea Bucureștiului și ulterior, în anul 1928, cu 575 hectare în apropiere de Sinaia, pentru înființarea unei stațiuni de creație pentru intelectuali.
Gesturile sale filantropice nu s-au limitat la susținerea materială a fundației universitare omonime, el fiind cunoscut și prin ctitorirea unor biserici, cum este cea din Suceveni, Galați  și a multor școli sătești cum este școala „Vasile Voiculescu” din Bezdead, pentru care a donat un teren de 5.000 mp.

Preambulul actului de donație din 27 decembrie 1928.